# Шеих-Шая
Шейх-Шая́ (укр. Шейх-Шая, крымскотат. Şeyh Şaya, Шейх Шая) — исчезнувшее село в Джанкойском районе Республики Крым, располагавшееся на востоке района, в степной части Крыма, примерно в 1,5—2 км к северу от современного села Новосельцево.

## История
Первое документальное упоминание села встречается в Камеральном Описании Крыма… 1784 года, судя по которому, в последний период Крымского ханства Шаих входил в Таманский кадылык Карасубазар ского каймаканства. После присоединения Крыма к России (8) 19 апреля 1783 года, (8) 19 февраля 1784 года, именным указом Екатерины II сенату, на территории бывшего Крымского Ханства была образована Таврическая область и деревня была приписана к Перекопскому уезду. После Павловских реформ, с 1796 по 1802 год, входила в Перекопский уезд Новороссийской губернии. По новому административному делению, после создания 8 (20) октября 1802 года Таврической губернии, селение было включено в состав Таганашминской волости Перекопского уезда.
По Ведомости о всех селениях в Перекопском уезде состоящих с показанием в которой волости сколько числом дворов и душ… от 21 октября 1805 года в деревне Шеих числилось 7 дворов и 41 крымский татарин. На военно-топографической карте генерал-майора Мухина 1817 года деревня Шеих обозначена с 6 дворами. После реформы волостного деления 1829 года Шейх Шаих, согласно «Ведомости о казённых волостях Таврической губернии 1829 года» отнесли к Башкирицкой волости. На карте 1836 года в деревне Шеих-Шаяк 11 дворов, а на карте 1842 года деревня обозначенаный условным знаком «малая деревня», то есть, менее 5 дворов, но с мечетью.
В 1860-х годах, после земской реформы Александра II, деревню включили в состав Владиславской волости того же уезда. По обследованиям профессора А. Н. Козловского начала 1860-х годов, в селении вода в колодцах глубиной 3—5 саженей (6—10 м) была частью пресная, а чаще солёная. Если на трехверстовой карте 1865 года ещё обозначена деревня с мечетью, то на карте, с корректурой 1876 года — хутор Шаих с 1 двором. Согласно «Памятной книжке Таврической губернии за 1867 год», деревня Джага Шаих стояла покинутая, ввиду эмиграции крымских татар, особенно массовой после Крымской войны 1853—1856 годов, в Турцию.
Вновь название Шеих-Шая встречается уже при Советской власти: в Списке населённых пунктов Крымской АССР по Всесоюзной переписи 17 декабря 1926 года, согласно которому в селе Шеих-Шая, Ак-Шеихского сельсовета Джанкойского района, числилось 10 дворов, из них 9 крестьянских, население составляло 46 человек, из них 37 русских, 7 украинцев, 1 эстонец, 1 записан в графе «прочие». На карте 1931 года селения уже нет и в дальнейшем в доступных источниках не встречается.

## Мантык-Шаих
Вероятно — приход-маале селения Шеих-Шая, поскольку иногда их объединяют в одно, иногда учитывают раздельно. Встречается вариант названия Шик-Шаих, располагалось чуть севернее Шеих-Шаи. В Ведомости о всех селениях в Перекопском уезде состоящих с показанием в которой волости сколько числом дворов и душ… от 21 октября 1805 года селение не записано. На военно-топографической карте генерал-майора Мухина 1817 года деревня Шик-Шаих обозначена с 8 дворами. После реформы волостного деления 1829 года Джага Шаих, согласно «Ведомости о казённых волостях Таврической губернии 1829 года» отнесли к Башкирицкой волости. На карте 1836 года в деревне Мантык-Шаих 16 дворов, а на карте 1842 года Мантык-Шаих обозначен условным знаком «малая деревня», то есть, менее 5 дворов, но с мечетью.
В 1860-х годах, после земской реформы Александра II, деревню приписали к Байгончекской волости того же уезда.
В «Списке населённых мест Таврической губернии по сведениям 1864 года», составленном по результатам VIII ревизии 1864 года, Мантык-Шаих — владельческая татарская деревня, с 1 дворами и 7 жителями при колодцах. Согласно «Памятной книжке Таврической губернии за 1867 год», деревня стояла покинутая, ввиду эмиграции крымских татар, особенно массовой после Крымской войны 1853—1856 годов, в Турцию. В дальнейшем в доступных источниках не встречается.